# Olaf Satzer
Olaf Satzer (* 5. Februar 1970 in Otterndorf) ist ein deutscher Schlagzeuger, Musikpädagoge und Romanautor.

## Schlagzeuger
Mit 14 Jahren kaufte sich Satzer, der in Bremerhaven und Otterndorf aufwuchs, sein erstes eigenes Schlagzeug. Nach dem Abitur, einer kaufmännischen Ausbildung und der Ableistung des Zivildienstes wurde er Berufsmusiker. Den Einstieg in eine professionelle Karriere bot dabei ein Engagement für die Produktion des Musicals Der kleine Horrorladen im Jahr 1992 im Stadttheater Bremerhaven. Satzer arbeitete u. a. mit Dirk Böhling, Hans Neblung sowie mit Emo Philips (Emanuel Obedekah), Sänger der in den 70er Jahren erfolgreichen Band Soulful Dynamics, zusammen.

### Bands (Auswahl)
- dIRE sTRATS
- C.I.A.
- Die Nematoden
- Harlem Showdown
- Gerths Bagaasch

### Theater- und Musicalproduktionen (Auswahl)
- Der kleine Horrorladen
- The Rocky Horror Show
- Hair
- Graf Dracula
- Petticoat und Minirock
- Fame
- The Who’s Tommy
- La Cage aux Folles – Ein Käfig voller Narren
- Linie 1
- Jesus Christ Superstar
- Soulkitchen
- Peer Gynt
- Blues Brothers
- Cabaret

## Musikpädagoge
Seit 1995 unterrichtet Satzer in einer privaten Musikschule in Bremerhaven Schlagzeug. 2003 begann er bei der deutschen Niederlassung des Musikverlages Alfred Publishing in Köln unter Kräsch! Bum! Bäng! eine eigene Reihe von Lehrbüchern für Kinder, die Schlagzeug oder Cajón lernen wollen. Der Band Kräsch! Bum! Bäng! intensiv entstand in Zusammenarbeit mit dem international bekannten Schlagzeuger Claus Heßler. Bisher sind in der Reihe sechs Titel in Deutschland erschienen, Cajὁn für Kinder auch in Norwegen.

## Romanautor
2009 schrieb Satzer seinen ersten Roman Lenin und die Hühner, den der VFX Supervisor und Oscar-Preisträger Volker Engel so würdigte: „Ich habe […] den Roman […] an einem Tag durchgelesen. Die Geschichten um […] haben mich so sehr in den Bann gezogen,  dass ich am nächsten Tag regelrecht auf Entzug war.“ 
Der stark autobiografische Roman beschreibt eine mehrwöchige Reise in die russische Stadt Perm und deren ländlicher Umgebung, die Satzer im Jahr 2000 unternahm. Nach eigener Aussage hatte Satzer zunächst begonnen, einige Erlebnisse lediglich als private Reiseerinnerungen niederzuschreiben. Auf Anraten eines Freundes begann er schließlich, die Geschichte in Romanform zu bringen und diesen Verlagen anzubieten.  
Im Jahr 2013 erschien Satzers zweiter Roman Kupferbrot. Auch dieser Roman weist erhebliche autobiografische Züge auf und setzt sich nach Satzers Aussage mit der eigenen Familiengeschichte während des Zweiten Weltkriegs auseinander. Die Handlung, deren wesentlicher Bestandteil Satzers intensives Verhältnis zu seiner Großmutter ist, führt die Leser abwechselnd in die 1980er Jahre und das Kriegsjahr 1945 zurück.
Die schwere Erkrankung und der Tod eines langjährigen Freundes und Kollegen von Satzer, sowie eine  Reihe intensiver und privater Ereignisse lieferten die Inspiration für die großteils fiktive Erzählung Wehrbach, die 2024 erschien. Satzer sagte, „Wehrbach ist wie ein Monster, dass jahrelang auf meinen Schultern saß und dass ich mit der Veröffentlichung endlich abzuschütteln hoffe.“

## Bücher

### Reihe: Kräsch! Bum! Bäng!
- Schlagzeugschule für Kinder 1, Köln 2003, ISBN 978-3-933136-21-3.
- Schlagzeugschule für Kinder 2, Köln 2005, ISBN 978-3-933136-28-2.
- Drum Play-alongs for Kids, Köln 2008, ISBN 978-3-933136-36-7.
- Intensiv! Intensivkurs für kleine und große Drummer, Köln 2013, mit Hinweisen von Claus Heßler, ISBN 978-3-933136-97-8.
- Cajὁn für Kinder, Köln 2014, ISBN 978-3-943638-67-7.
- Heute hau´n wir auf die Kiste! Kinderlieder für Cajὁn, Köln 2019, ISBN 978-3-943638-38-7.

### Sonstige Lehrbücher
- Rockkidz Play-alongs, Köln 2011, zusammen mit Armin Weisshaar,  ISBN 978-3-933136-79-4.
- Garantiert Schlagzeug lernen, Köln 2013,  ISBN 978-3-933136-38-1.
- Garantiert Schlagzeug lernen für Kinder, Köln 2023,  ISBN 978-3947998203.

### Romane
- Lenin und die Hühner, Oldenburg 2009, ISBN 978-3-89841-466-1.
- Kupferbrot, Oldenburg 2013, ISBN 978-3-89841-712-9.
- Wehrbach, Leipzig 2024, ISBN 978-3949234415

### Hörbücher
- Kupferbrot, Bremerhaven 2015, EAN 4250928311429.